# Melatonin
Melatonin, N-acetil-5-metoksitriptamin, je prirodno jedinjenje koje je prisutno u životinjama, biljkama, i mikrobima. U životinjama, cirkulišući nivoi hormona melatonina variraju u dnevnom ciklusu.
Većina bioloških efekata melatonina nastaje putem aktivacije melatoninskih receptora. Deo njegovih efekata je posledica njegove antioksidansne uloge, sa specifičnom ulogom u zaštiti nukleinske i mitohondrijalne DNK.
Kod sisara, melatonin se izlučuje u krv iz pinealne žlezde u mozgu. On je poznat kao "hormon tame", jer se izlučuje u mraku nezavisno od toga da li su životinje aktivne po danu (diurnalne) ili noći (nokturne).
On može biti proizveden nizom perifernih ćelija kao što su ćelije kičmene moždine, limfociti i epitelne ćelije. Obično su koncentracije melatonina u tim ćelijama mnogo više nego u krvi.
Bilo je pokazano da melatonin doseže do i vezuje se za melatonin receptore u mozgu živine nakon konzumiranja
melatoninom-bogate biljne hrane, poput pirinča. Za hranu nije nađeno da podiže nivo melatonina u plazmi kod ljudi.
Proizvodi koji sadrže melatonin su bili dostupni na slobodno kao dijetarni suplementi u SAD još pre 1994. U mnogim drugim zemljama, prodaja ovog hormona je i dalje nelegalna, ili je dozvoljena samo na recept, npr. SAD Poštanska služba vodi melatonin kao supstancu zabranjenu u Nemačkoj.

## Istorija
Melatonin je vezan za mehanizam kojim neke amfibije reptili menjaju boju kože i ta povezanost je dovela do otkrića ove supstance. McCord i Allen su otkrili 1917. godine (J Exptl Zool, 1917) da ekstrakt pinealnih žlezda krava osvetljava kožu žabe. Profesor dermatologije Aaron B. Lerner i saradnici sa Jejlskog univerziteta, nadajući se da je ova supstanca možda korisna u lečenju bolesti kože, su je izolovali i nazvali je hormon melatonin 1958. Sredinom 70-tih godina Linč i saradnici su demonstrirali da je produkcija melatonina podložna cirkadijanskom ritmu u ljudskim pinealnim žlezdama. Otkriće da je melatonin antioksidant je napravljeno 1993. Otprilike u isto vreme, ovaj hormon je dobio mnogo publiciteta kao mogući tretman za mnoge bolesti.

## Spoljašnje veze
- Melatonin rekord u TiHKAL • info Архивирано на веб-сајту  (12. септембар 2019)

|  | Molimo Vas, obratite pažnju na važno upozorenje u vezi sa temama iz oblasti medicine (zdravlja). |